# Ianuarie 2012
Acest articol este generat integral pe baza informațiilor din articolul 2012 și este actualizat periodic de un robot.
 Editările făcute în articol vor fi șterse la următoarea actualizare! Dacă doriți să faceți modificări, editați articolul-sursă.

ianuarie -
februarie -
martie -
aprilie -
mai -
iunie -
iulie -
august -
septembrie -
octombrie -
noiembrie -
decembrie
Ianuarie 2012 a fost prima lună a anului și a început într-o zi de duminică.

## Evenimente

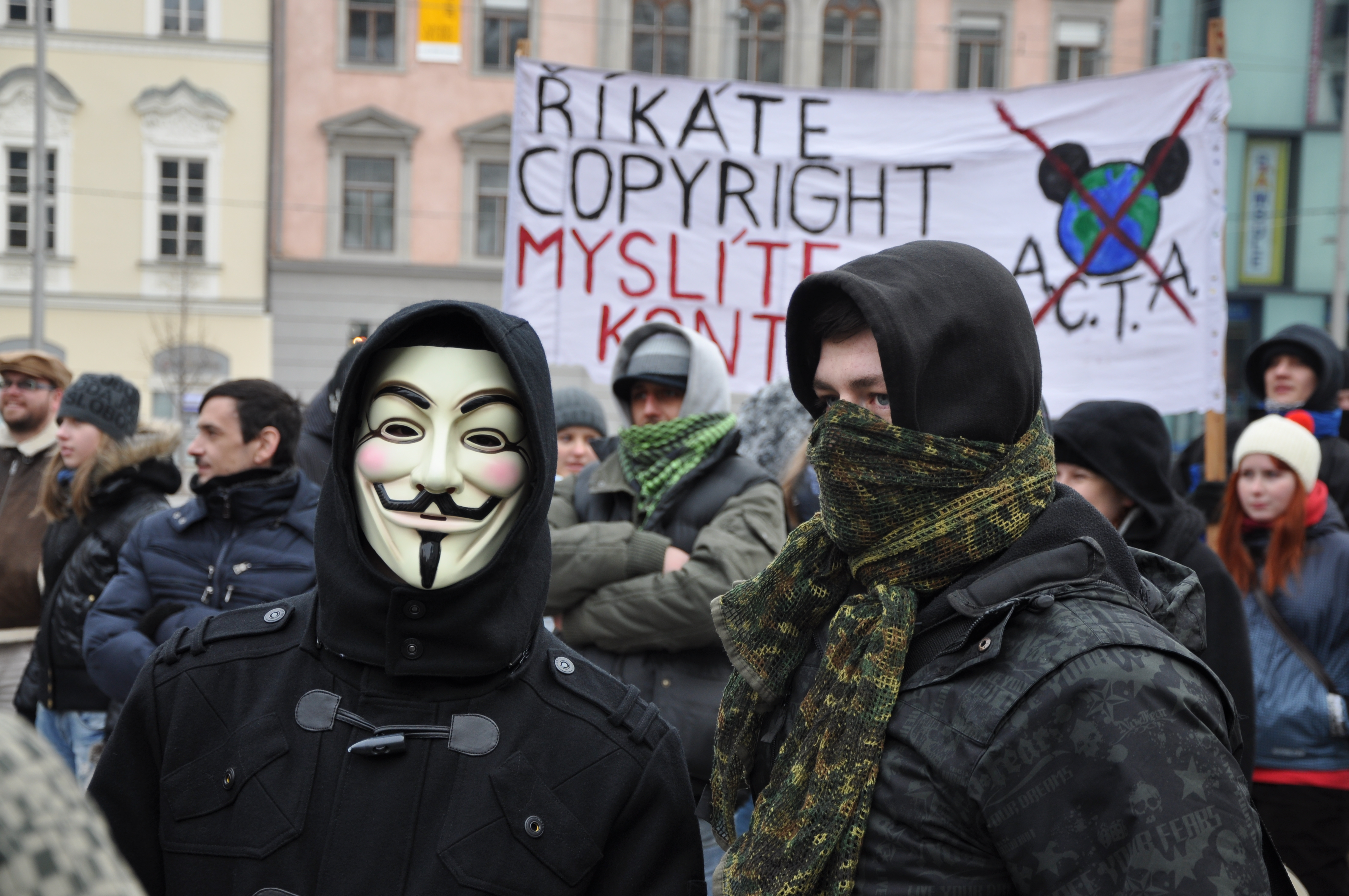
Încep protestele anti-ACTA

- 1 ianuarie: Danemarca preia de la Polonia președinția Consiliului Uniunii Europene.[1]
- 1 ianuarie: Se împlinește un deceniu de când moneda Euro a fost introdusă în circulație.
- 1 ianuarie: Constituția Ungariei a intrat în vigoare[2].
- 5 ianuarie: Vulcanul Etna a erupt.[3]
- 5-6 ianuarie: O serie de atacuri asupra bisericilor creștine și întreprinderi au avut loc în nord-estul Nigeriei în urma cărora au rezultat 37 morți. Atac revendicat de gruparea Boko Haram.
- 11 ianuarie: Cercetătorii americani au anunțat că a fost descoperită în insula Noua Guinee cea mai mică vertebrată de pe planetă, cunoscută până în prezent, o nouă specie de broască (Paedophryne amauensis), ce măsoară în medie 7,7 mm.[4]
- 13-22 ianuarie: La Innsbruck, Austria, au avut loc Primele Jocuri Olimpice pentru tineret de iarnă. România participă cu o delegație formată din 22 de sportivi.[5]
- 13 ianuarie: În urma dezbaterilor publice legate de proiectul Legii sănătății, președintele Traian Băsescu a cerut premierului retragerea proiectului.[6]
- 13 ianuarie: Compania americană de rating Standard & Poor's a anunțat că a retrogradat ratingul a 10 țări din zona euro (printre care Austria, Franța, Italia, Portugalia, Spania) și l-a menținut la alte 7 țări. S&P își justifică decizia, spunând că liderii europeni "au luat măsuri politice insuficiente" pentru redresarea sistemului financiar.[7]
- 13 ianuarie-6 februarie: Proteste în România împotriva președintelui Traian Băsescu.[8]
- 13 ianuarie: S-a scufundat nava de croazieră Costa Concordia. Bilanț: 32 morți.
- 15 ianuarie: Alegeri prezidențiale în Finlanda.
- 18 ianuarie: Versiunea engleză a site-ului Wikipedia s-a dezactivat pentru 24 ore în semn de protest față de SOPA și PIPA, două proiecte care prevedeau măsuri drastice împotriva site-urilor cu conținut piratat. Ulterior, aceste proiecte au fost retrase.
- 19 ianuarie: Departamentul de Justiție american a închis site-ul Megaupload ca parte a unei anchete privind încălcarea drepturilor de autor.[9]
- 20 ianuarie: Atentat revendicat de gruparea radicală islamică Boko Haram în Nigeria asupra secțiilor de poliție și de birouri guvernamentale, în urma a 20 explozii care au cauzat aproximativ 185 decese.
- 23 ianuarie: Uniunea Europeană adoptă embargoul oficial împotriva Iranului care continuă să îmbogățească uraniu.
- 23 ianuarie: Începe anul Dragonului de Apă în calendarul chinezesc.
- 26 ianuarie: 22 de state ale Uniunii Europene au semnat în Japonia documentul internațional ACTA - Anti-Counterfeiting Trage Agreement (Acordul comercial împotriva contrafacerii). Acesta vizează combaterea comercializării de produse contrafăcute, precum și pirateria online.
- 29 ianuarie: Jucătorul român de tenis, Horia Tecău, împreună cu americana Bethanie Mattek-Sands, a câștigat proba de dublu mixt la Australian Open.
- 30 ianuarie: Liderii celor 27 de țări membre ale UE se întrunesc la Bruxelles, la un summit special, pentru a discuta o strategie clară împotriva crizei datoriilor. În Belgia se desfășoară o grevă generală.

## Decese
- 1 ianuarie: Gary Ablett, 46 ani, fotbalist britanic (n. 1965)
- 1 ianuarie: Kiro Gligorov, 94 ani, primul președinte al Macedoniei (1991-1999), (n. 1917)
- 1 ianuarie: Vadim Pisari, 18 ani, protestatar din R. Moldova (vezi Moartea lui Vadim Pisari), (n. 1993)
- 2 ianuarie: Ivan Călin, 76 ani, deputat din R. Moldova (2005-2009), (n. 1935)
- 2 ianuarie: Vasile Cojocaru, 79 ani, grafician, pictor și artist plastic, membru al Uniunii Artiștilor Plastici din Republica Moldova (UAP), (n. 1932)
- 2 ianuarie: Ioan Drăgan, 46 ani, fotbalist român (n. 1965)
- 3 ianuarie: Josef Škvorecký, 87 ani, scriitor și editor canadian de etnie cehă (n. 1924)
- 5 ianuarie: Bițu Fălticineanu, 86 ani, regizor român (n. 1925)
- 6 ianuarie: Eleftherios Katsaitis, 82 ani, mitropolit grec (n. 1929)
- 8 ianuarie: Jan Håkan Åberg, 95 ani, muzician suedez (n. 1916)
- 9 ianuarie: Sevastian Fenoghen, 69 ani, om politic român (n. 1942)
- 9 ianuarie: Malam Bacai Sanhá, 64 ani, președinte al statului Guineea-Bissau (2009-2012), (n. 1947)
- 11 ianuarie: Ion Focșa, 86 ani, actor român (n. 1925)
- 12 ianuarie: Krzysztof Gąsiorowski, 76 ani, poet polonez (n. 1935)
- 14 ianuarie: Mircea Ciumara, 68 ani, politician român, ministru de finanțe (1996-1997), (n. 1943)
- 14 ianuarie: Carol Creiniceanu, 72 ani, fotbalist român (atacant), (n. 1939)
- 15 ianuarie: Victor Yngve, 91 ani, lingvist american (n. 1920)
- 16 ianuarie: Ion Paicu, 73 ani, deputat român (1990-1992), (n. 1938)
- 20 ianuarie: Etta James (n. Jamesetta Hawkins), 73 ani, cântăreață americană (n. 1938)
- 20 ianuarie: Ioan Ursuț, 52 ani, infractor român (n. 1959)
- 22 ianuarie: Tudor Mărăscu, 71 ani, regizor român de teatru și film (n. 1940)
- 23 ianuarie: Ovidiu Constantinescu, 79 ani, micolog român (n. 1933)
- 24 ianuarie: James Farentino, 73 ani, actor american (n. 1938)
- 25 ianuarie: Emil Hossu (Emil Vasilie Hossu), 70 ani, actor român (n. 1941)
- 26 ianuarie: Ian Abercrombie, 77 ani, actor britanic (n. 1934)
- 29 ianuarie: Oscar Luigi Scalfaro, 93 ani, politician italian, al 9-lea președinte al Italiei (1992-1999), (n. 1918)